# Tino Costa
Alberto Facundo Costa (Las Flores, Buenos Aires, Argentina, 9 de enero de 1985), más conocido como Tino Costa, es un exfutbolista argentino, nacionalizado francés desde 2011. Jugaba como mediocampista y su último club profesional fue el Pau Football club de la Ligue 2 de Francia.

## Trayectoria

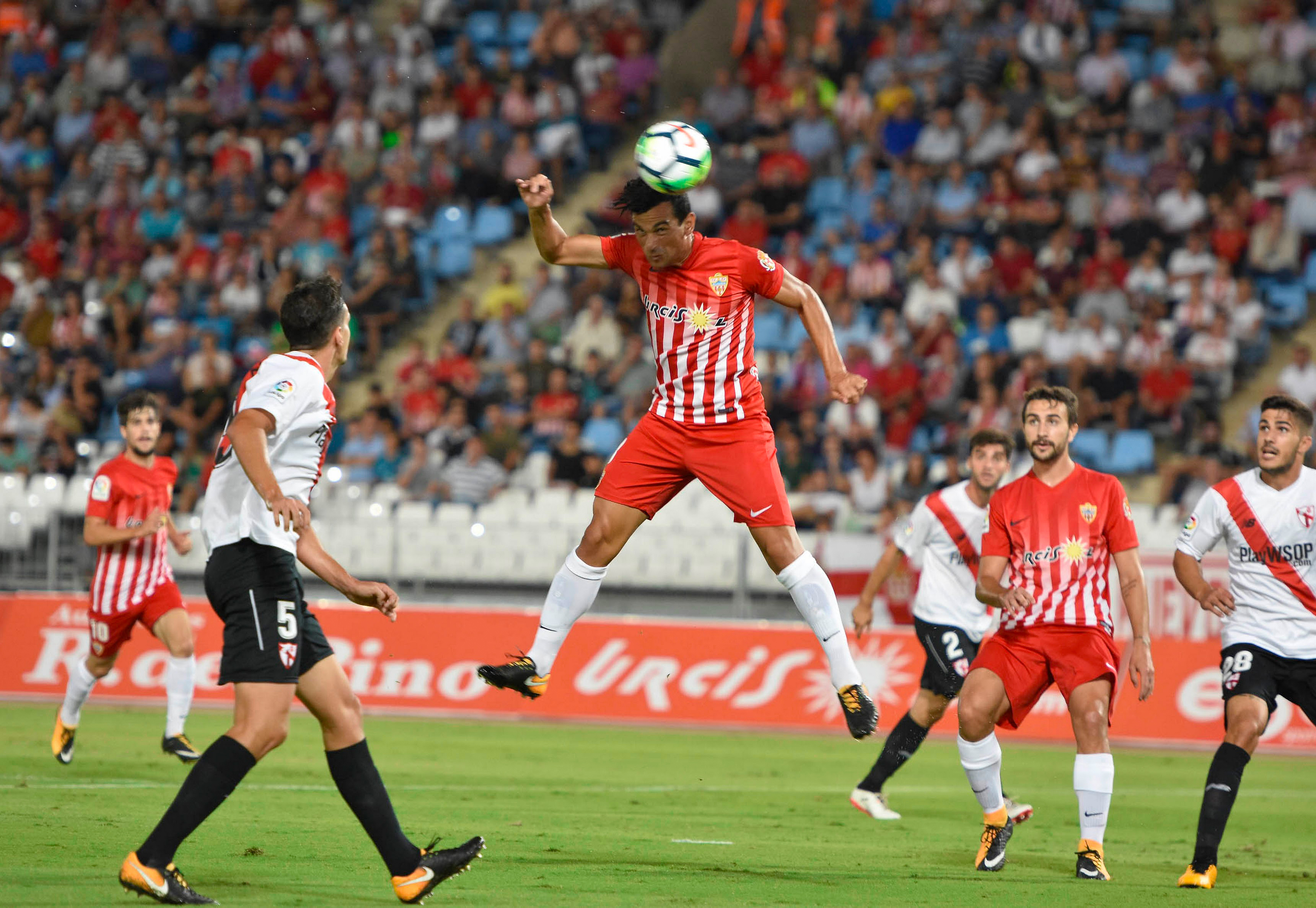
Tino Costa cabecea un balón que acaba convirtiéndose en el tercer gol del partido de liga U.D. Almería 6-0 Sevilla F. C..

### Comienzos
Debutó a los 6 años en el club bonaerense de La Terraza. A los 16 años toma la dura decisión de irse a jugar a la isla Guadalupe (la cual es un departamento de ultramar de Francia), en donde firma para el Racing Club de Basse-Terre. Costa pasó dos años en el club de aquella isla para ayudarlo a ganar el doblete de liga y copa. En la copa disputada en el 2004, ayudó a ganarla venciendo al AS Gosier por 3-1. Su gran actuación en aquella final, llamó la atención del Racing Club de París, que le ofreció al jugador un contrato. Racing, que estaba disputando el tercer escalafón Nacional, contrató a Costa por una temporada en donde llegó a disputar 28 partidos en total y anotó 3 goles. La temporada siguiente, se unió al Pau FC, otro club de la misma división. En el Pau, Costa disputó 39 partidos y marcó 4 goles, con este equipo apenas pudo evitar el descenso en los dos años que pasó allí. Al decretarse el descenso del Pau, Costa se unió al FC Sète también de la Championnat National. Allí, se convirtió en un nombre clave en la liga donde llegó a disputar 29 partidos en total y anotó 3 goles ayudando al Sète a estar a solo siete puntos por debajo para asegurarse la promoción. Por sus grandes actuaciones, fue nombrado mejor jugador de la liga, lo que llevó a que varios equipos de divisiones superiores se interesen en él.

### Montpellier HSC
En junio de 2008 firma un contrato con el Montpellier HSC de segunda división por un período de 3 años. Hizo su debut para el club en el primer partido de la temporada, jugando los 90 minutos en una derrota frente al Estrasburgo. Marcó su primer gol en el club unas semanas más tarde en una goleada por 4-0 frente al Stade de Reims. Después de varios partidos sin marcar, logró un doblete contra el Boulogne. En un lapso de seis semanas, durante la última parte de la temporada, Costa anotó goles contra el Dijon, Châteauroux, Brest y el Clermont. Como resultado, Montpellier se encontraban a la cabeza del grupo de ascenso a la Ligue 1. El ascenso del club se determinó en la última jornada de la temporada con una victoria 2-1 sobre el Estrasburgo, que también estaban luchando por la promoción. Costa anotó el primero de la victoria a los 19 minutos para ayudar al retorno del Montpellier HSC a la Liga 1. Anotó 8 goles y asistió en 12 a lo largo de su primera temporada en el club. Fue nominado a integrar los mejores 11 de la división y al mejor jugador del año de la Ligue 2, pero perdió frente al camerunés Paul Alo'o.
Costa rechazó cualquier oferta para salir de la ciudad de Montpellier y firmó una extensión de contrato el 1 de julio de 2009 hasta el año 2013. A pesar de perderse la primera fecha en el empate 1-1 con el Paris Saint-Germain, Costa hizo su debut en la Ligue 1 contra el Lorient y a su vez, anotó el primer gol del equipo en el minuto 60. El partido terminó en un empate 2-2. La semana siguiente, volvió a marcar, esta vez en una victoria 2-0 sobre el Sochaux. Dos semanas más tarde, convirtió un penal a los 39 minutos contra el Lens. Este gol le dio el triunfo al equipo. El equipo recién ascendido logró el quinto puesto de la Ligue 1 logrando la clasificación a la Europa League. En su única temporada en la máxima división de Francia, disputó 33 partidos, marcó 7 goles y asistió en 6.

### Valencia CF
El 1 de julio de 2010 se hace oficial su fichaje por el Valencia C. F. de la Primera División española, por 6,5 millones de euros.
Tras la lesión de Ever Banega en la segunda jornada de la temporada 2010/11 ante el Racing de Santander, al técnico valencianista Unai Emery le surgió la duda de colocarlo con el equipo titular en el próximo partido de Champions League ante el Bursaspor turco. Finalmente el jugador argentino fue titular en ese partido, y disolvió cualquier tipo de duda con un gol espectacular desde 35 metros de distancia,[cita requerida] siendo así su primer gol con su nuevo equipo y el primer gol del Valencia C. F. en esta competición desde diciembre de 2007. Tino se destaca por sus tiros potentes.
Su segundo con la camiseta blanquinegra fue el 3 de noviembre en la jornada de UEFA Champions League ante el Glasgow Rangers en Mestalla, anotando el 3-0. Ya en la jornada 11 de liga marcó un gol histórico para el club, pues era el gol 4000 del Valencia C. F. en la primera división. Tras una pared con Juan Mata en el pico del área, controla la pelota con el pecho y le pega de primera con la zurda, clavándola en el ángulo.

### Spartak de Moscú
El 1 de junio de 2013, ficha por el Spartak de Moscú a cambio de 7 millones de euros y firma contrato por tres temporadas.

### Genoa C.F.C.
El 5 de enero de 2015, llega al Genoa de Italia a préstamo y con opción de compra hasta la finalización de la temporada que se disputaba.

### ACF Fiorentina
El 19 de enero de 2016, es fichado por Fiorentina en condición de cedido a cambio de 1.000.000 de euros hasta la finalización de la temporada.

### San Lorenzo de Almagro
El 22 de julio de 2016, se hace oficial el arribo de Costa al club del cual es hincha y firma contrato por tres temporadas.

### UD Almería
El 1 de agosto de 2017, la U.D. Almería hace oficial el fichaje del jugador argentino por un año más otro opcional. Sin embargo, tras una temporada irregular debido en parte a las lesiones, el conjunto almeriensista decide no hacer efectiva su cláusula de renovación.

## Selección nacional
En junio de 2011 es convocado por la Selección Argentina gracias a su gran temporada en el club valenciano para disputar unos encuentros amistosos antes de la Copa América 2011.
Debutó el 2 de junio del 2011 en una derrota 4-1 frente a Nigeria en un partido donde Argentina jugó con un rejunte de debutantes, de los cuales uno de ellos era Tino Costa.
El 14 de noviembre de 2012, en un empate en 0 frente a Arabia Saudita jugaría su segundo y, hasta ahora, último partido en la selección.

## Estadísticas

### Clubes
| Racing Club de París Francia   | 3.ª           | 2004-05       | 28  | 3  | 3  | —  | — | — | —  | — | —  | 28  | 3  | 3  |
| Racing Club de París Francia   | Total club    | Total club    | 28  | 3  | 3  | 0  | 0 | 0 | 0  | 0 | 0  | 28  | 3  | 3  |
| Pau F. C. Francia              | 3.ª           | 2005-06       | 31  | 2  | 4  | 1  | 0 | 0 | —  | — | —  | 32  | 2  | 4  |
| Pau F. C. Francia              | 3.ª           | 2006-07       | 31  | 2  | 5  | 1  | 0 | 0 | —  | — | —  | 32  | 2  | 5  |
| Pau F. C. Francia              | 2.ª           | 2023-24       | 3   | 0  | 1  | 1  | 0 | 0 | —  | — | —  | 4   | 0  | 1  |
| Pau F. C. Francia              | Total club    | Total club    | 65  | 4  | 10 | 3  | 0 | 0 | 0  | 0 | 0  | 68  | 4  | 10 |
| F. C. Sète Francia             | 3.ª           | 2007-08       | 29  | 3  | 7  | —  | — | — | —  | — | —  | 29  | 3  | 7  |
| F. C. Sète Francia             | Total club    | Total club    | 29  | 3  | 7  | 0  | 0 | 0 | 0  | 0 | 0  | 29  | 3  | 7  |
| Montpellier H. S. C. Francia   | 2.ª           | 2008-09       | 35  | 8  | 10 | 1  | 0 | 0 | —  | — | —  | 36  | 8  | 10 |
| Montpellier H. S. C. Francia   | 1.ª           | 2009-10       | 31  | 7  | 7  | 2  | 0 | 0 | —  | — | —  | 33  | 7  | 7  |
| Montpellier H. S. C. Francia   | Total club    | Total club    | 66  | 15 | 17 | 3  | 0 | 0 | 0  | 0 | 0  | 69  | 15 | 17 |
| Valencia C. F. · España        | 1.ª           | 2010-11       | 24  | 4  | 2  | 1  | 0 | 0 | 7  | 2 | 2  | 32  | 6  | 4  |
| Valencia C. F. · España        | 1.ª           | 2011-12       | 27  | 5  | 3  | 5  | 1 | 0 | 9  | 1 | 3  | 41  | 7  | 6  |
| Valencia C. F. · España        | 1.ª           | 2012-13       | 31  | 1  | 6  | 3  | 2 | 0 | 8  | 0 | 4  | 42  | 3  | 10 |
| Valencia C. F. · España        | Total club    | Total club    | 82  | 10 | 11 | 9  | 3 | 0 | 24 | 3 | 9  | 115 | 16 | 20 |
| F. C. Spartak de Moscú · Rusia | 1.ª           | 2013-14       | 24  | 3  | 5  | 1  | 0 | 0 | 2  | 0 | 1  | 27  | 3  | 6  |
| F. C. Spartak de Moscú · Rusia | 1.ª           | 2014-15       | 7   | 0  | 2  | 1  | 0 | 0 | —  | — | —  | 8   | 0  | 2  |
| F. C. Spartak de Moscú · Rusia | Total club    | Total club    | 31  | 3  | 7  | 2  | 0 | 0 | 2  | 0 | 1  | 35  | 3  | 8  |
| Genoa C. F. C. · Italia        | 1.ª           | 2014-15       | 6   | 2  | 2  | —  | — | — | —  | — | —  | 6   | 2  | 2  |
| Genoa C. F. C. · Italia        | 1.ª           | 2015-16       | 12  | 0  | 0  | —  | — | — | —  | — | —  | 12  | 0  | 0  |
| Genoa C. F. C. · Italia        | Total club    | Total club    | 18  | 2  | 2  | 0  | 0 | 0 | 0  | 0 | 0  | 18  | 2  | 2  |
| A. C. F. Fiorentina · Italia   | 1.ª           | 2015-16       | 7   | 0  | 0  | —  | — | — | 1  | 0 | 0  | 8   | 0  | 0  |
| A. C. F. Fiorentina · Italia   | Total club    | Total club    | 7   | 0  | 0  | 0  | 0 | 0 | 1  | 0 | 0  | 8   | 0  | 0  |
| San Lorenzo Argentina          | 1.ª           | 2016-17       | 8   | 0  | 1  | 2  | 0 | 0 | 3  | 0 | 0  | 13  | 0  | 1  |
| San Lorenzo Argentina          | Total club    | Total club    | 8   | 0  | 1  | 2  | 0 | 0 | 3  | 0 | 0  | 13  | 0  | 1  |
| U. D. Almería · España         | 2.ª           | 2017-18       | 14  | 2  | 1  | 1  | 0 | 0 | —  | — | —  | 15  | 2  | 1  |
| U. D. Almería · España         | Total club    | Total club    | 14  | 2  | 0  | 1  | 0 | 0 | 0  | 0 | 0  | 15  | 2  | 1  |
| San Martín (T) Argentina       | 1.ª           | 2018-19       | 13  | 4  | 1  | 2  | 0 | 0 | —  | — | —  | 15  | 4  | 1  |
| San Martín (T) Argentina       | 2.ª           | 2020          | 5   | 1  | 0  | 1  | 0 | 0 | —  | — | —  | 6   | 1  | 0  |
| San Martín (T) Argentina       | 2.ª           | 2021          | 22  | 1  | 0  | —  | — | — | —  | — | —  | 22  | 1  | 0  |
| San Martín (T) Argentina       | 2.ª           | 2022          | 21  | 4  | 5  | 1  | 0 | 0 | —  | — | —  | 22  | 4  | 5  |
| San Martín (T) Argentina       | Total club    | Total club    | 61  | 10 | 6  | 4  | 0 | 0 | 0  | 0 | 0  | 65  | 10 | 6  |
| Atlético Nacional · Colombia   | 1.ª           | 2019-20       | 11  | 1  | 0  | 2  | 0 | 0 | —  | — | —  | 13  | 1  | 0  |
| Atlético Nacional · Colombia   | Total club    | Total club    | 11  | 1  | 0  | 2  | 0 | 0 | 0  | 0 | 0  | 13  | 1  | 0  |
| Deportivo Morón Argentina      | 2.ª           | 2023          | 2   | 0  | 0  | —  | — | — | —  | — | —  | 2   | 0  | 0  |
| Deportivo Morón Argentina      | Total club    | Total club    | 2   | 0  | 0  | 0  | 0 | 0 | 0  | 0 | 0  | 2   | 0  | 0  |
| Total carrera                  | Total carrera | Total carrera | 422 | 53 | 64 | 26 | 3 | 0 | 30 | 3 | 10 | 478 | 59 | 74 |
| 1. 2.                          |               |               |     |    |    |    |   |   |    |   |    |     |    |    |

### Selección nacional
| Selección          | Año             | Amistosos | Amistosos | Amistosos | Eliminatorias | Eliminatorias | Eliminatorias | Continental | Continental | Continental | Mundial | Mundial | Mundial | Total | Total | Total  |
| Selección          | Año             | Part.     | Goles     | Asist.    | Part.         | Goles         | Asist.        | Part.       | Goles       | Asist.      | Part.   | Goles   | Asist.  | Part. | Goles | Asist. |
| ------------------ | --------------- | --------- | --------- | --------- | ------------- | ------------- | ------------- | ----------- | ----------- | ----------- | ------- | ------- | ------- | ----- | ----- | ------ |
| Absoluta Argentina | 2011            | 1         | 0         | 0         | —             | —             | —             | —           | —           | —           | —       | —       | —       | 1     | 0     | 0      |
| Absoluta Argentina | 2012            | 1         | 0         | 0         | —             | —             | —             | —           | —           | —           | —       | —       | —       | 1     | 0     | 0      |
| Total selección    | Total selección | 2         | 0         | 0         | 0             | 0             | 0             | 0           | 0           | 0           | 0       | 0       | 0       | 2     | 0     | 0      |

## Palmarés

### Campeonatos nacionales
| Título                         | Club        | País    | Año     |
| ------------------------------ | ----------- | ------- | ------- |
| División de Honor de Guadalupe | Racing Club | Francia | 2003-04 |
| Copa de Guadalupe              | Racing Club | Francia | 2003-04 |

### Otros logros
- Ascenso a la Ligue 1 con Montpellier H. S. C. en 2009.